# Безодное
Безодное — деревня в Ливенском районе Орловской области России. Входит в состав Речицкого сельского поселения.

## География
Деревня находится на расстоянии 16 км к западу от города Ливны, административного центра района, и 108 км к юго-востоку от города Орёл, административного центра области.

### Часовой пояс
Деревня Безодное, как и вся Орловская область, находится в часовой зоне МСК (московское время). Смещение применяемого времени относительно UTC составляет +3:00.

## Население
| 2002 | 2010 |
| ---- | ---- |
| 213  | ↗246 |

### Национальный состав
Согласно результатам переписи 2002 года, в национальной структуре населения русские составляли 85 % из 213 чел.

## Улицы
| - ул. Афонина, - ул. Болотная, - ул. Заовражная, - ул. Новая, | - пер. Новый, - ул. Овражная, - ул. Раздольная, - ул. Сумгаитская. |